# Federazione pallavolistica del Portogallo
La Federazione portoghese di pallavolo (por. Federação Portuguesa de Voleibol, FPV) è un'organizzazione fondata nel 1947 per governare la pratica della pallavolo in Portogallo.
Organizza il campionato maschile e femminile, e pone sotto la propria egida la nazionale maschile e femminile.
Ha aderito alla FIVB nel 1947.